# ألفونسو دي فالديز
ألفونسو دي فالديز هو عالم عقيدة وكاتب وفيلسوف وسياسي إسباني، ولد في 1490 في قونكة في إسبانيا، وتوفي في 3 أكتوبر 1532 في فيينا في النمسا.

## وصلات خارجية
- ألفونسو دي فالديز على موقع الموسوعة البريطانية (الإنجليزية)